# テレフンケン
テレフンケン（Telefunken）は、1903年にジーメンスとAEGの合弁会社としてベルリンで設立された無線とテレビを扱うドイツ企業。企業合併した影響もあり、様々な電化製品にテレフンケンのブランド名が付いている。

## 沿革

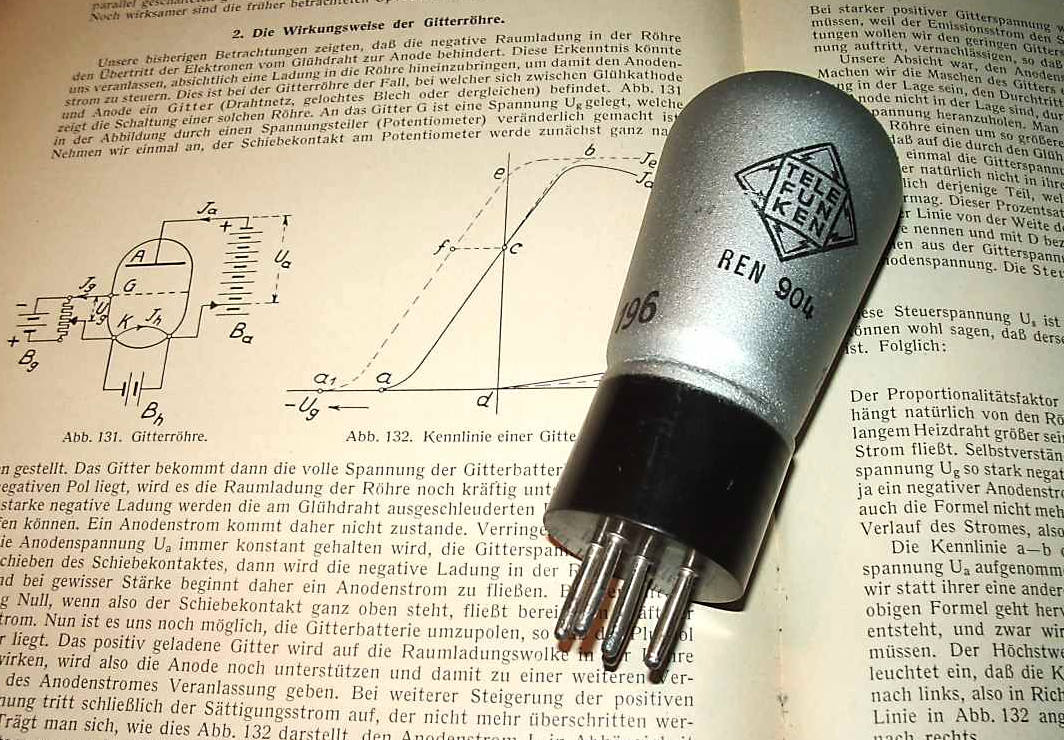
1930年から製造された真空管(Telefunken REN 904)。初期のドイツ製無線機で使用された

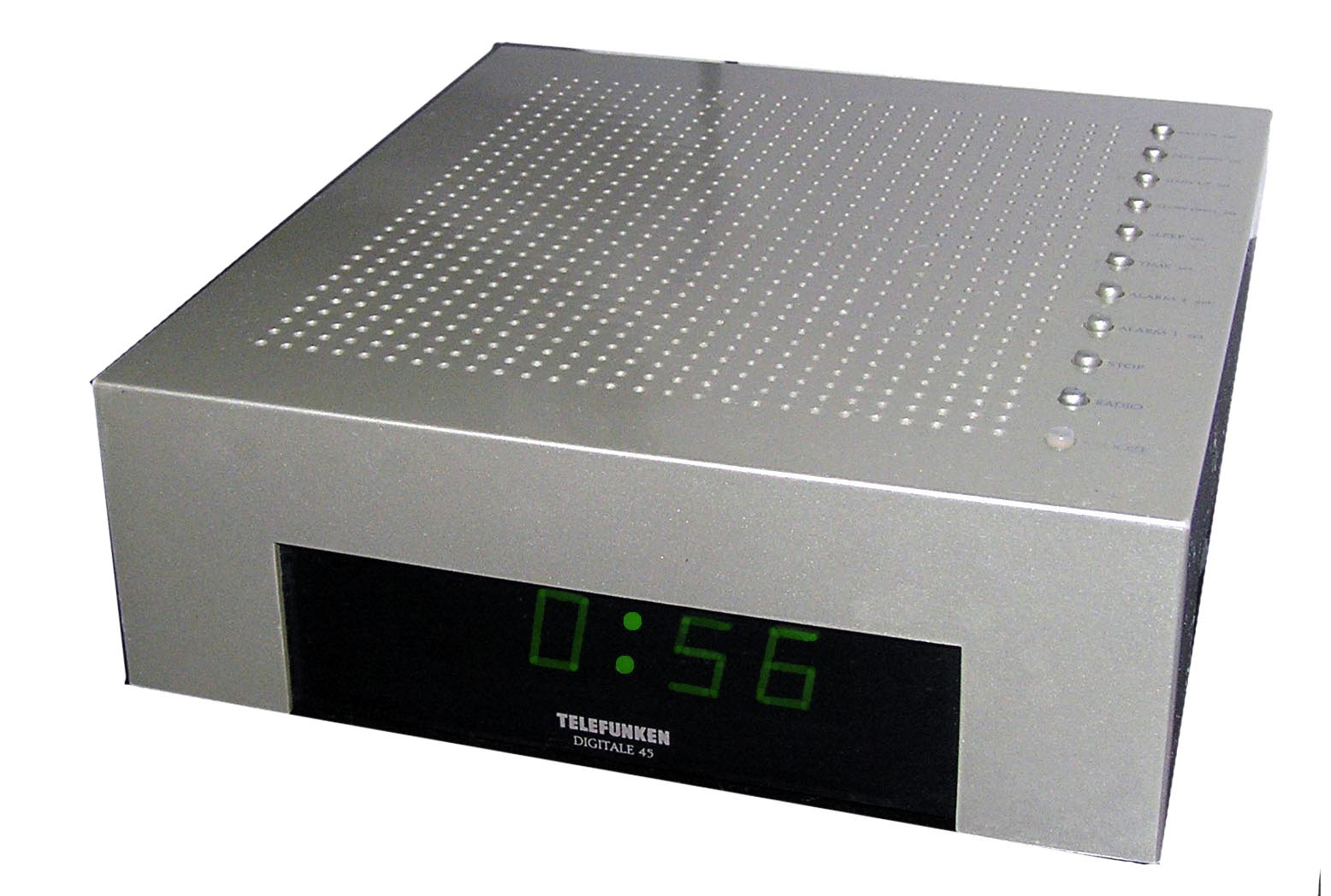
1995年頃から製造の目覚まし時計。デザイナーはフィリップ・スタルク

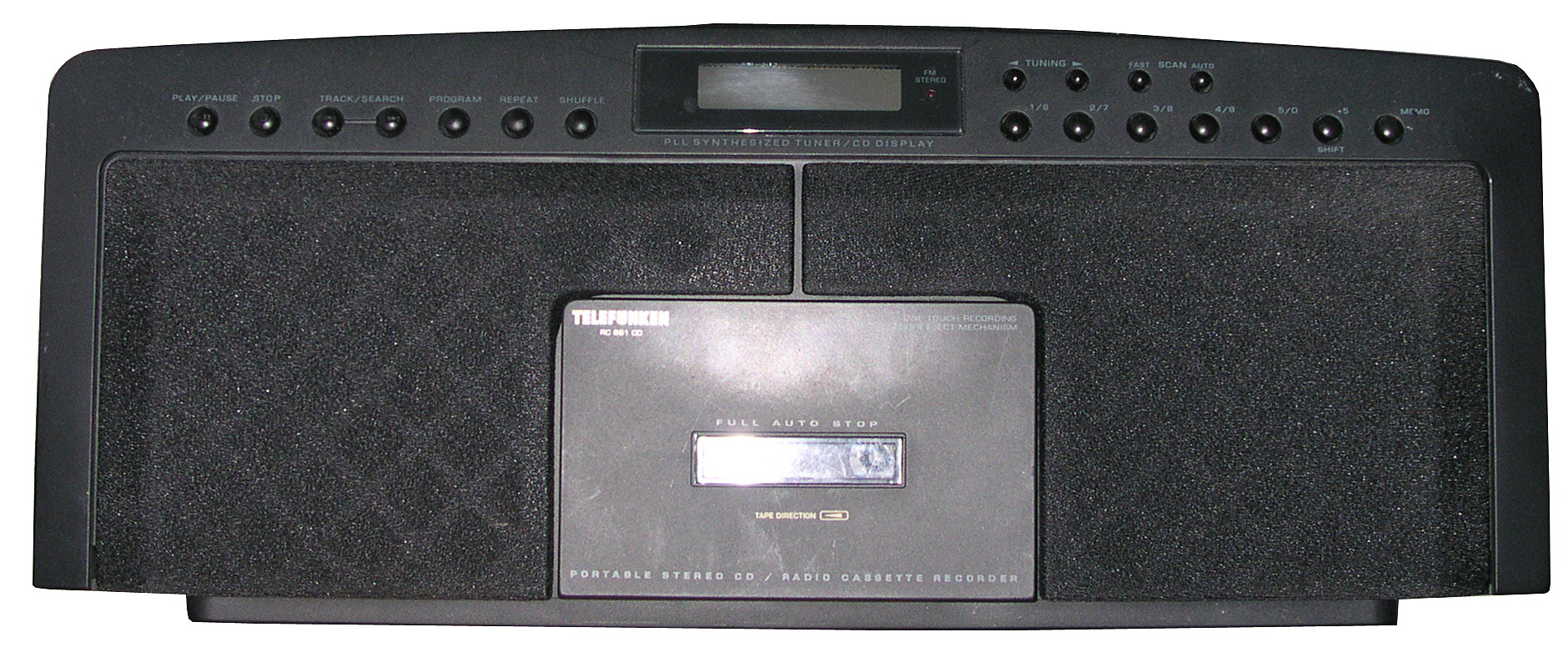
近現代的なCDラジカセ(Telefunken RC 881)

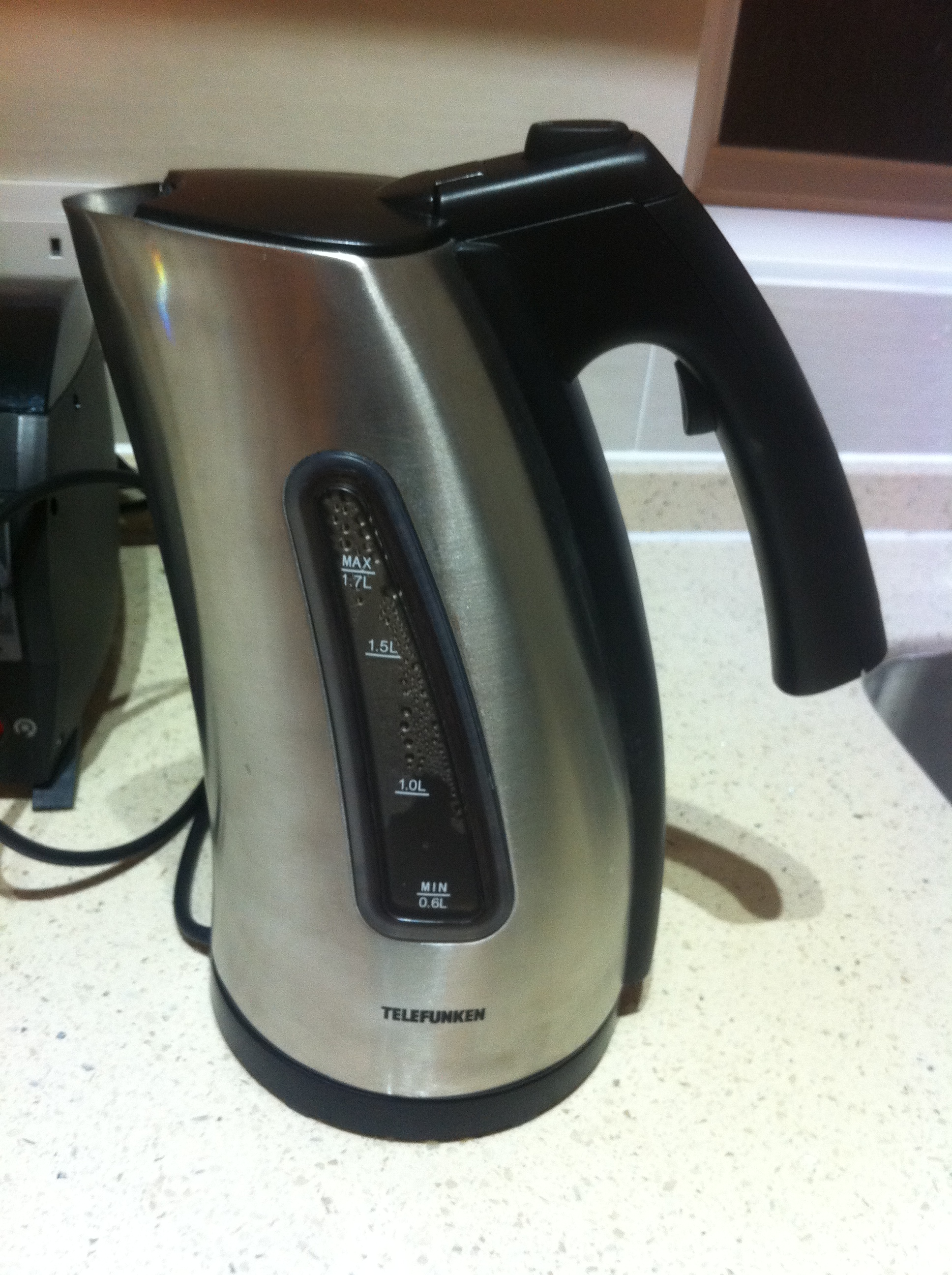
2011年から製造のテレフンケン社製電気ケトル

20世紀初頭に、ドイツの研究者団体2つが無線通信の技術開発に取り組んだ。AEGの一団がドイツ帝国海軍向けのシステムを開発し、もう一つのジーメンスの一団はドイツ陸軍向けのものを開発した。
両社間で特許をめぐる論争が起こった際、ヴィルヘルム2世 (ドイツ皇帝)が両当事者に合併して取り組むよう促し、1903年5月27日にGesellschaft für drahtlose Telegraphie System Telefunken（無線電信会社テレフンケン）という合弁会社を設立、紛争中の特許と技術がそこに投資された。1923年4月17日に、テレフンケン無線電信会社(Telefunken, The Company for Wireless Telegraphy)へと改名された。このテレフンケンとは同社の電報略号であった。
テレフンケンは民間と軍の両方で無線および電子工学分野の主役へと急成長した。第一次世界大戦中は、彼らが軍用の無線装置と電信設備を供給したほか、軍用ツェッペリンに搭載する最初の電波航法システムの1つを構築した。同社の航法システム (Telefunken Kompass Sender) は1908年から1918年まで運用されており、ツェッペリン機はいかなる天候でも北海域を航行可能であった。
1923年から、テレフンケンは放送送信装置と無線機器を構築した。1928年、テレフンケンはドイツ無線通信網向けのV-41アンプを設計してその歴史を作った。これはごく初期の二段階Hi-Fiアンプであった。歳月を経てテレフンケンは自社設計を完成させ、1950年にV-72アンプが開発された。TAB（テレフンケンの下請け製造業者）のV-72はすぐに他のラジオ局や録音施設で人気を博した。V-72Sは、ビートルズによりアビー・ロード・スタジオ初期録音の多くで使用されたコンソールREDD.37唯一のアンプ型番だった。1932年、レコードプレーヤーが製品ラインに追加された。
1941年、ジーメンスは「テレフンケン和解」と通称される合意の一環としてテレフンケン株式をAEGに譲渡し、AEGは唯一の所有者となりテレフンケンを子会社として率いることになった（1955年に「テレフンケンGmbH」として始まり、1963年から「テレフンケンAG」に改名)。
第二次世界大戦中、テレフンケンは真空管、送信機、無線リレーシステムの供給業者であり、空爆に対するドイツ防空の一環として、Funkmess設備（後に米海軍からレーダー装置と呼ばれる）と指向性ファインダーを開発した。戦時中、製造工場はドイツ西部に移転して開発を行った。こうして、テレフンケンはAEG傘下の小さな子会社になり、データ処理技術、放送、テレビ、蓄音機を扱うものに部門が再編成された。テレフンケンはFMラジオ放送システムの創始者でもあった。またテレフンケンは、子会社のテルデック（デッカ・レコードとの合弁会社）を通じて、1988年に同社がWEAに売却されるまで何十年にもわたりドイツ最大のレコード会社の1つであった。
1959年、テレフンケンは近代的な半導体工場をハイルブロンに設立し、1960年4月に生産が始まった。工場は数回拡張され、1970年代初頭には約2500人の従業員を擁していた。
1967年、テレフンケンはAEGと合併してAEG-テレフンケンに社名を変更した。この時期にヴァルター・ブルッフ が西半球の大半の国（米国、カナダ、メキシコ、南米西部を除く）で使用されているPAL方式のカラーテレビを自社開発した。
汎用コンピュータTR4がテレフンケンで開発され、TR440モデルは最初のボール式マウスRollkugelを含め1968年に開発された。このコンピュータは1970年代から1985年頃までドイツ国内の大学の多くで使われていた。大型コンピュータの開発および製造は1974年にコンスタンツ・コンピュータ・カンパニー(CGK)に分社された。小型コンピュータや処理用コンピュータの生産はAEGの自動制御部署に統合された。
1970年代から1980年代初期にかけて、テレフンケンは、テレコムC4(1975年から販売)、ハイコム(1978年から販売)やその後継機種を含め、高品質のオーディオノイズリダクションシステムの開発にも尽力した。
1985年にAEGがダイムラーに買収された時、社名から「テレフンケン」が消えることとなった。1995年、テレフンケンがテック・シム・コーポレーションに900万ドルで売却された。ただし、テレフンケンはドイツ企業で残った。
2005年、テレフンケン・センダー・システム・ベルリンが、トランスラジオ・センダシステム・ベルリンAGに改名した。「トランスラジオ」の名称は、トランスラジオがテレフンケンの子会社として設立された1918年に遡る（翌1919年にトランスラジオ社は複信を導入することで歴史を作った）。トランスラジオは近代的なAM、VHF、FM、DRM放送システムの研究、開発、設計に特化している。
2006年8月、欧州最大のテレビ機器メーカーの一つであるトルコ企業Profilo Telraに買収され、ブランドオーナーのTelefunkenLicenses GmbHがテレフンケンの商標権のライセンスを付与し、その名前でテレビを製造している。
2000年、トニ・ロジャー・フィッシュマンが北米での使用に対してテレフンケンのライセンスから菱形のロゴとテレフンケンのブランド名を取得した。テレフンケンUSA社は2001年初頭に設立され、修復サービスを提供し、古風なテレフンケン製マイクの正確な複製を構築した。2003年、テレフンケンUSA社はオリジナルのEla M 250/251マイクシステムの正確な再現用のスタジオマイク技術によってTECアワードを受賞した。以後テレフンケンUSAは自社製マイクシステムで幾度かこの賞にノミネートされている。歴史的なテレフンケンEla M251マイクシステムは、2006年にMIX財団の殿堂入りを果たした。同社は2008年に新たなマイクロフォンEla M 260で2度目のTECアワードを受賞した。
2007年12月以来、テレフンケンの商標はフランクフルトのTelefunken Holding AGが保持している。
2009年5月にフランクフルトで開催された会議の結果、テレフンケンUSAはテレフンケンのTelefunken Elektroakustik（電気音響）部署に改名され、27カ国以上でテレフンケンの商標を持つ多彩なプロ用オーディオ製品と真空管を独占製造する権利が与えられた。同部署は現在アジア、ヨーロッパ、北米、オセアニア、南米でプロ仕様オーディオ機器のほかコンデンサ、変圧器、真空管などコンポーネントベースの電子機器でテレフンケンの商標を使っている。

## 事業分野と製造工場
1903年から1996年にかけての昔のテレフンケン社は、デバイスおよびシステムの広範な製品ラインナップを生産していた。一般的な特性は、高周波技術や通信技術の権限およびそれに必要な建設ユニットとインフラ技術である。

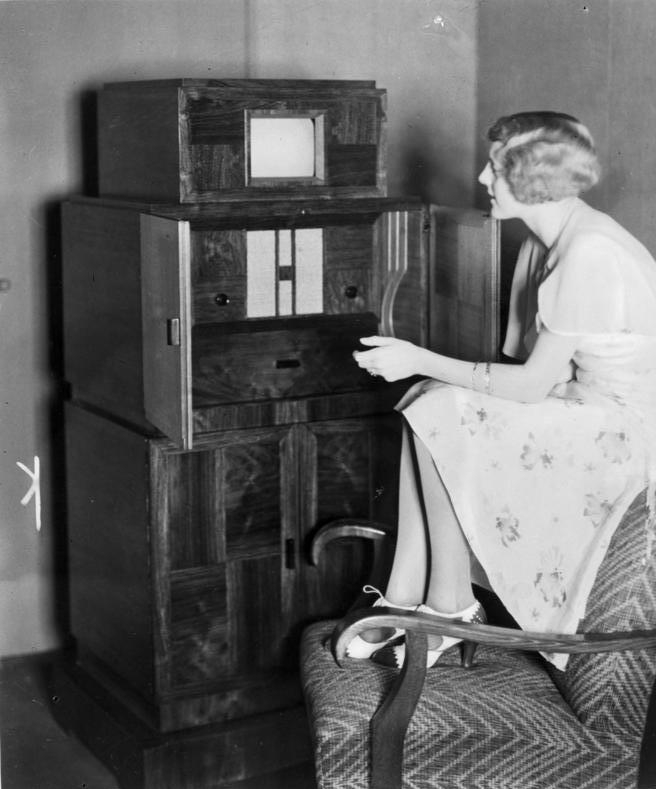
ブラウン管を使ったテレフンケン最初のテレビ機器（1932年頃）

1930年代に、卸売業を経て製造が親会社2つの作業所で行われた。本社がベルリンのクロイツベルクにあった。
陰極線管（ブラウン管）を備えた電気式テレビは、1932年にベルリンのテレフンケンによって初めて商業製造された
1938年から、製造・開発工場が新たな本社であるベルリンのゼーレンドルフに集中した（1945年まで）。
第二次世界大戦中は、ベルリン地域のほかチューリンゲン、ザクセン、モラビア、シレジア、リューゲンにも別の製造工場があった。また、バルト諸国ではタリンとリガ、占領したポーランド地域ではクラクフとウッチに、出張所と作業所が設立された。ウッチにあった真空管工場は、1944年8月に職員ごとウルム（ヴィルヘルムスブルク要塞）に移された。
第二次世界大戦後、開発及び製造のための新たな企業立地が創設された。本社はベルリン市内をシェーネベルク(1945-1948)、クロイツベルク(1948-52)、モアビット(1952-60)、シャルロッテンブルク(1960-67)へと移転していった。
ベルリン以外では、先のウルムをはじめアイヴァイラー、ハノーバー、ハイルブロン、コンスタンツ、オッフェンブルク、オスターオーデ・アム・ハルツ、ヴォルフェンビュッテルなどに、様々な電化製品や電気部材の生産工場を構えた。